# Винеторі (Констанца)
Винеторі (рум. Vânători) — село у повіті Констанца в Румунії. Входить до складу комуни Печиняга.
Село розташоване на відстані 203 км на схід від Бухареста, 34 км на південь від Констанци.

## Населення
За даними перепису населення 2002 року у селі проживали 230 осіб.
Національний склад населення села:
| Національність | Кількість осіб | Відсоток |
| -------------- | -------------- | -------- |
| румуни         | 183            | 79,6%    |
| турки          | 30             | 13,0%    |
| татари         | 10             | 4,3%     |
| цигани         | 6              | 2,6%     |

Рідною мовою назвали:
| Мова      | Кількість осіб | Відсоток |
| --------- | -------------- | -------- |
| румунська | 188            | 81,7%    |
| турецька  | 30             | 13,0%    |
| татарська | 10             | 4,3%     |